# 张寿镛
张寿镛（1876年—1945年），字伯颂，号咏霓，别名约园，浙江鄞县人，清朝末至民国年間学者、教育家、藏书家、政治人物。光华大学创办者和第一任校长。

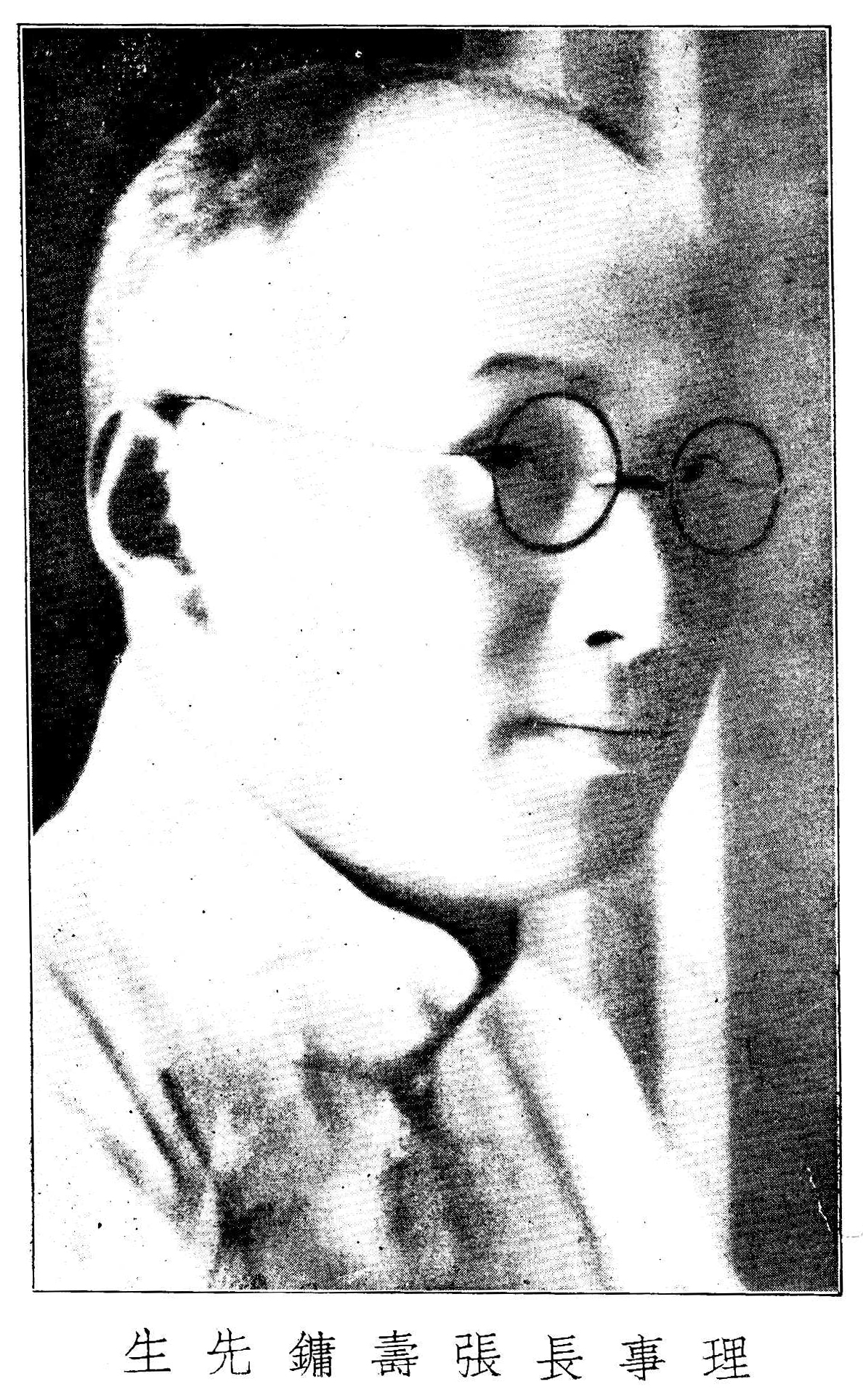

## 生平
1876年7月8日出生。张寿镛是晚清举人。
1925年，五卅运动爆发，圣约翰大学美国籍校长被指辱没中国国旗，遭广大师生抗议。张寿镛決定辞职离校，创办光华大学， 并任第一任校长，并亲自执教。聘请张东荪任文学院长，钱基博任中国文学系系主任，罗隆基任政治学系系主任，廖世承任教育系系主任，潘光旦任社会学系系主任。

## 家族
张煌言之后人。子张芝联，当代学者。

## 逸事
藏书是张寿镛嗜好，他建有约园， 私人藏书逾十六万卷。

## 任职
清末，历任有：
- 淞沪捐厘总局提调
- 宁波政法学堂监督
- 杭州关监督。

民国后，历任有：
- 浙江省财政厅厅长
- 湖北省财政厅厅长
- 江苏省财政厅厅长
- 山东省财政厅厅长
- 国民政府财政部次长（1928年）
- 江苏沪海道尹

## 著作
- 刊刻有《四明丛书》，共8集，178种，1000余卷
- 《诗文初稿》
- 《经学大纲》
- 《诸子大纲》
- 《文学大纲》
- 《约园杂著》